# Hendersonville (Caroline du Nord)
Pour les articles homonymes, voir Hendersonville.
La ville de Hendersonville est le siège du comté de Henderson, dans l’État de Caroline du Nord, aux États-Unis. Sa population s’élevait à 13 137 habitants lors du recensement de 2010, estimée à 13 840 habitants en 2016.

## Démographie
| 1860  | 1870 | 1880 | 1890  | 1900  | 1910  |
| ----- | ---- | ---- | ----- | ----- | ----- |
| 1 740 | 278  | 554  | 1 216 | 1 917 | 2 818 |

| 1920  | 1930  | 1940  | 1950  | 1960  | 1970  |
| ----- | ----- | ----- | ----- | ----- | ----- |
| 3 729 | 5 070 | 5 381 | 6 103 | 5 911 | 6 443 |

| 1980  | 1990  | 2000   | 2010   | - | - |
| ----- | ----- | ------ | ------ | - | - |
| 6 862 | 7 284 | 10 420 | 13 137 | - | - |

## Personnalités liées à la ville
- Allison Jones Rushing, avocate, y est née.

## Source
- (en) Cet article est partiellement ou en totalité issu de l’article de Wikipédia en anglais intitulé « Hendersonville, North Carolina » (voir la liste des auteurs).